# Ichneumon caliginosus
Ichneumon caliginosus är en stekelart som beskrevs av Cresson 1864. Ichneumon caliginosus ingår i släktet Ichneumon och familjen brokparasitsteklar. Inga underarter finns listade i Catalogue of Life.